# Bruno Boucher
Pour les articles homonymes, voir Boucher.
Bruno Boucher est un rameur français né le 8 novembre 1959.

## Biographie
Bruno Boucher est médaillé de bronze en quatre de couple poids légers aux Championnats du monde d'aviron 1989 à Bled, médaillé d'argent de la même épreuve aux Championnats du monde d'aviron 1990 en Tasmanie et médaillé d'argent en huit poids légers aux Championnats du monde d'aviron 1991 à Vienne. 